# Erba di casa mia/L'infinito
Erba di casa mia/L'infinito è un 45 giri di Massimo Ranieri pubblicato nel 1972; autori dei due brani, tratti dall'album Erba di casa mia, sono Giancarlo Bigazzi, Enrico Polito e Totò Savio.

## Descrizione
Erba di casa mia/L'infinito entrò nella hit parade il 13 gennaio 1973, raggiunse la prima posizione della classifica il 3 febbraio, rimanendovi però una sola settimana. Rimase tuttavia sul secondo gradino del podio fino al 17 marzo 1973 e tra i primi dieci dischi più venduti fino al 14 aprile.
Il 45 giri risultò in assoluto il 18º disco più venduto del 1973.

### Erba di casa mia
Con Erba di casa mia, Massimo Ranieri vinse "Canzonissima 1972", trionfando davanti a Il mondo cambierà, cantata da Gianni Morandi: per il cantante napoletano, si trattò della seconda affermazione nel programma abbinato alla Lotteria Italia, dopo quella ottenuta nel 1970 con Vent'anni.
Come da lui stesso dichiarato, quell'anno Ranieri era andato a Canzonissima per vincere (non mancò nemmeno la scaramanzia, tanto che il cantante si presentò in gara indossando lo stesso smoking di due anni prima) e la tensione accumulata fu tale che, dopo la proclamazione da parte di Pippo Baudo, il cantante fu colto da un lieve malore.

## Tracce del singolo
Testi e musiche di G. Bigazzi, E. Polito, G. Savio.
1. Erba di casa mia – 3:41
2. L'infinito – 3:25